# Alessandro Preziosi
Alessandro Preziosi (Nápoles; 19 de abril de 1973) es un actor, productor y director italiano.

## Carrera
Preziosi hizo su debut en teatro en el papel de Laertes en Hamlet, dirigida por Antonio Calenda. En la miniserie Elisa de Rivombrosa (serie televisiva de 52 episodios), desempeñó el papel de Fabrizio Ristori, presente en los dos primeros episodios de la segunda temporada.
Más adelante se dedicó al teatro y colaboró en la obra de William Shakespeare El rey Lear, dirigida nuevamente por Antonio Calenda, en el papel de Edmond, seguido por el musical Dame tres carabelas,  en el que interpreta el papel de Cristóbal Colón. Esta fue una obra innovadora, enriquecida con música original de Stefano Di Battista y un gran elenco de cantantes y actores, que se repitió en 2005 y 2006 en los principales teatros italianos, con el apoyo del Ministerio de Patrimonio Cultural. 
En 2004 fue protagonista de su primera película, Vainilla y chocolate (Vainilla e cioccolato), dirigida por Ciro Ippolito, y también trabajó en la miniserie de televisión de seis episodios Il capitano (El capitán), de Vittorio Sindoni, para la Rai 2. Con esta realización, el actor ganó un premio internacional junto con el director Antonio Frazzi.
En 2007 Alessandro Preziosi aparece en la pantalla grande en películas como Vicere, de Roberto Faenza, o The Lark Farm, dirigida por Paolo y Vittorio Taviani. En septiembre de ese año fue llamado a participar como voz narrativa con Giannini, Guaccero y Fulco, en el evento "La noche del ágora" en la explanada del Santuario de Loreto, en el primer encuentro de jóvenes con el Papa Benedicto XVI.
En 2008 regresó a la televisión en Rai 1 con Commissario De Luca (miniserie de cuatro películas de televisión basadas en las novelas de Carlo Lucarelli), dirigida por Antonio Frazzi. También en 2008 fue productor e intérprete de dos importantes eventos teatrales: el melodrama Le Pont, y Hamlet, la tragedia homónima de Shakespeare en textos de Eugenio Montale. Hamlet fue dirigida por Armando Pugliese y se representó en julio de 2008 en el Teatro Romano de Verona, para posteriormente salir de gira por los teatros de Cremona, Alejandría, Pietrasanta, Capena y Taormina.  
Preziosi también trabajó en la película Il Sangue dei vinti, sobre un texto de Giampaolo Pansa y dirigida por Michele Soavi. La película fue presentada el 26 de octubre de 2008 en el Festival de Cine de Roma. 
En el verano de 2009, realizó la puesta en escena de Il Sapore della cenere (El sabor de las cenizas), de Ariel Dorfman y abrió el Festival Shakespeare de Verona con una innovadora Noche de reyes, bajo la dirección de Armando Pugliese. En septiembre de 2009, Preziosi prepara con Riccardo Scamarcio y Ennio Fantastichini Loose Cannons, de Ferzan Ozpetek. En enero de 2010 monta con éxito San Agustín, una miniserie para la Rai 1. En 2016 interpretó a Filippo Brunelleschi en la serie Il Medici.

## Vida personal
Alessandro Preziosi tuvo una relación con la actriz Vittoria Puccini entre 2003 y 2010, fruto de la cual tuvieron una hija, Elena, en 2006. Preziosi tiene además otro hijo, Andrea.

## Teatro
- Ratonera  (1995)
- Monólogo  (1995)
- La strana quiete (1996)
- L'aio dell'imbarazzo (1996)
- Risvegli di primavera (1997)
- Cyrano di Bergerac (1997)
- di William Shakespeare (1998)
- Tango di una vita (2000)
- Le ultime ore di A.I. (2000)
- Agamenón  (2001)
- Orestíada  (2001)
- Erinias   (2003)
- Ducato rosso sangue (2003)
- El rey Lear  de William Shakespeareregia de Calenda (2004-2005)
- Datemi tre caravelle,  dirigida por Quaranta e Schlieman (2005-2007)
- Il Ponte,  dirigida por Preziosi(2008)
- Hamlet  de William Shakespeare, dirigida por Pugliese (2008/2010)
- Il sapore della cenere de Ariel Dorfman, productor (2009)
- Noche de reyes  de William Shakespeare, productor  (2011)
- Cyrano de Bergerac di Edmond Rostand, actor y director (2012/2013)
- Cyrano sulla luna de Tommaso Mattei, actor y director (2013/2014)
- Don Giovanni - il convito di pietra de Molière, actor y director (2014/2015)

### Letture ed eventi
- Il re degli interstizi (2005)
- Le confessioni di Sant'Agostino (2006)
- Letture da Giosuè Carducci  e Baudelaire (2007)
- Solo il Signore salva (2008)
- Reading La straniera (2008)
- Il mestiere d'amare. Dedicato a Cesare Pavese (2008)
- Il mito di Socrate (2009)
- Le confessioni di Sant'Agostino (2009, 10, 11)
- (2009)
- Raffaello. Una vita felice (2009)
- Letture da Il príncipe (2010)
- Recital  I Sonetti di Shakespeare  (2010)
- Recital Pasolini: La divina Mimesis (2011)
- Musica e Teatro Vivaldi: le pretre rouge (2011)
- Musica e Teatro Dante - Symphonie Dantexperience -Il teatro della divina Commedia (2011)
- Recital Felipe Neri  (2011)
- Monologo Prometeo - a Veleia (2013)

## Filmografía

### Cine
- A Lele - Il caso Scieri, dirigida por Giorgio Reale (2001)
- Vaniglia e cioccolato, dirigida por Ciro Ippolito (2004)
- La masseria delle allodole, dirigida por Fratelli Taviani (2007)
- I Viceré, dirigida por Roberto Faenza (2007)
- Il sangue dei vinti, dirigida por Michele Soavi (2008)
- Mine vaganti dirigida por Ferzan Özpetek (2009)
- Maschi contro femmine, dirigida por Fausto Brizzi (2010)
- Femmine contro maschi, dirigida por Fausto Brizzi 2010)
- Il volto di un'altra, dirigida por Pappi Corsicato (2012)
- Passione sinistra, dirigida por Marco Ponti (2013)
- Amazonia 3D, dirigida por Thierry Ragobert, voce recitante (2014)
- The Tourist, dirigida por Evan Oppenheimer (2014)
- "Mi hermano, mi hermana" 2021

### Televisión
- Vivere (1999-2002)
- Una donna per amico 2 (1999), dirigida por Rossella Izzo
- Elisa di Rivombrosa (2003/2004), dirigida por Cinzia TH Torrini
- Il capitano (2004), dirigida por Vittorio Sindoni
- Elisa di Rivombrosa 2 (2005), dirigida por Cinzia TH Torrini
- L'uomo che rubò la Gioconda (2006), dirigida por Fabrizio Costa
- Il capitano 2 (2007), dirigida por Vittorio Sindoni
- Il commissario De Luca   (2008), dirigida por Antonio Frazzi
- Sant'Agostino (2010), dirigida por Christian Duguay
- Edda Ciano e il comunista (2011), dirigida por Graziano Diana
- Un amore e una vendetta (2011), dirigida por Raffaele Mertes
- Gli anni spezzati - Il Giudice (2014), dirigida por Graziano Diana
- La mia bella famiglia italiana (2014), dirigida por Olaf Kreinsen
- Per amore del mio popolo (2014), dirigida por Antonio Frazzi
- La bella e la bestia (2014), dirigida por Fabrizio Costa
- "Non Mentire" (miniserie de 6 capítulos) de 2019, dirigida por Gianluca Maria Tavarelli y coprotagonizada con Greta Scarano